# Division Élite 2015
La Division Élite 2015 è la 34ª edizione del campionato di football americano di primo livello, organizzato dalla FFFA.

## Squadre partecipanti
| Club                           | Città               | Stadio | Sponsor ufficiale | Risultato nella stagione 2014 |
| ------------------------------ | ------------------- | ------ | ----------------- | ----------------------------- |
| Argonautes d'Aix-en-Provence   | Aix-en-Provence     |        |                   |                               |
| Black Panthers de Thonon       | Thonon-les-Bains    |        |                   |                               |
| Centurions de Nîmes            | Nîmes               |        |                   |                               |
| Cougars de Saint-Ouen-l'Aumône | Saint-Ouen-l'Aumône |        |                   |                               |
| Dauphins de Nice               | Nizza               |        |                   |                               |
| Flash de La Courneuve          | La Courneuve        |        |                   |                               |
| Molosses d'Asnières            | Asnières-sur-Seine  |        |                   |                               |
| Templiers d'Élancourt          | Élancourt           |        |                   |                               |

## Stagione regolare

### Calendario

#### 1ª giornata
| 7 febbraio 2015 | Flash de La Courneuve | 34 – 12 (14-0 7-6 7-0 6-6) | Molosses d'Asnières |  |

| 7 febbraio 2015 | Templiers d'Élancourt | 14 – 14 (0-7 0-7 7-0 7-0) | Cougars de Saint-Ouen-l'Aumône |  |

| 7 febbraio 2015 | Centurions de Nîmes | 20 – 33 (0-20 13-7 7-0 0-6) | Black Panthers de Thonon |  |

| 8 febbraio 2015 | Dauphins de Nice | 7 – 49 (0-9 0-21 0-13 7-6) | Argonautes d'Aix-en-Provence |  |

#### 2ª giornata
| 21 febbraio 2015 | Molosses d'Asnières | 34 – 14 (19-0 0-7 6-7 9-0) | Templiers d'Élancourt |  |

| 22 febbraio 2015 | Dauphins de Nice | 3 – 0 (0-0 3-0 0-0 0-0) | Black Panthers de Thonon |  |

| 22 febbraio 2015 | Cougars de Saint-Ouen-l'Aumône | 31 – 21 (3-7 14-0 0-7 14-7) | Flash de La Courneuve |  |

#### 3ª giornata
| 28 febbraio 2015 | Flash de La Courneuve | 32 – 6 (12-0 7-6 6-0 7-0) | Dauphins de Nice |  |

| 28 febbraio 2015 | Templiers d'Élancourt | 39 – 42 (6-7 13-14 6-7 14-14) | Black Panthers de Thonon |  |

| 28 febbraio 2015 | Molosses d'Asnières | 23 – 41 (0-13 7-0 7-8 9-20) | Argonautes d'Aix-en-Provence |  |

| 28 febbraio 2015 | Centurions de Nîmes | 7 – 35 (0-7 7-7 0-21 0-0) | Cougars de Saint-Ouen-l'Aumône |  |

#### 4ª giornata
| 14 marzo 2015 | Black Panthers de Thonon | 41 – 13 (27-0 7-7 0-6 7-0) | Argonautes d'Aix-en-Provence |  |

| 14 marzo 2015 | Flash de La Courneuve | 26 – 7 (3-0 9-0 7-7 7-0) | Templiers d'Élancourt |  |

| 14 marzo 2015 | Molosses d'Asnières | 14 – 38 (0-13 6-18 8-0 0-7) | Cougars de Saint-Ouen-l'Aumône |  |

| 14 marzo 2015 | Centurions de Nîmes | 2 – 13 (2-6 0-0 0-0 0-7) | Dauphins de Nice |  |

#### 5ª giornata
| 21 marzo 2015 | Centurions de Nîmes | 20 – 22 | Templiers d'Élancourt |  |

| 22 marzo 2015 | Dauphins de Nice | 18 – 15 (6-7 6-0 6-0 0-8) | Molosses d'Asnières |  |

| 22 marzo 2015 | Argonautes d'Aix-en-Provence | 26 – 15 | Flash de La Courneuve |  |

| 22 marzo 2015 | Cougars de Saint-Ouen-l'Aumône | 45 – 37 (14-7 14-24 7-0 10-6) | Black Panthers de Thonon |  |

#### 6ª giornata
| 4 aprile 2015 | Black Panthers de Thonon | 9 – 21 (3-7 0-14 0-0 6-0) | Dauphins de Nice |  |

| 4 aprile 2015 | Flash de La Courneuve | 13 – 21 (7-14 6-0 0-7 0-0) | Cougars de Saint-Ouen-l'Aumône |  |

| 4 aprile 2015 | Templiers d'Élancourt | 12 – 8 (0-6 0-0 0-2 12-0) | Molosses d'Asnières |  |

| 4 aprile 2015 | Centurions de Nîmes | 27 – 48 (7-6 6-8 7-20 7-14) | Argonautes d'Aix-en-Provence |  |

#### 7ª giornata
| 11 aprile 2015 | Black Panthers de Thonon | 20 – 19 (0-7 6-12 0-0 14-0) | Flash de La Courneuve |  |

| 11 aprile 2015 | Dauphins de Nice | 2 – 25 (0-12 0-7 2-0 0-6) | Templiers d'Élancourt |  |

| 11 aprile 2015 | Molosses d'Asnières | 34 – 20 (0-13 7-7 20-0 7-0) | Centurions de Nîmes |  |

| 12 aprile 2015 | Argonautes d'Aix-en-Provence | 36 – 41 (7-6 0-0 0-28 29-7) | Cougars de Saint-Ouen-l'Aumône |  |

#### 8ª giornata
| 25 aprile 2015 | Dauphins de Nice | 2 – 42 (0-0 2-14 0-7 0-21) | Centurions de Nîmes |  |

| 25 aprile 2015 | Templiers d'Élancourt | 0 – 37 (0-9 6-21 0-0 0-7) | Flash de La Courneuve |  |

| 26 aprile 2015 | Argonautes d'Aix-en-Provence | 37 – 34 (7-12 8-6 8-8 14-8) | Black Panthers de Thonon |  |

| 26 aprile 2015 | Cougars de Saint-Ouen-l'Aumône | 27 – 14 (7-6 17-0 3-8 0-0) | Molosses d'Asnières |  |

#### 9ª giornata
| 9 maggio 2015 | Black Panthers de Thonon | 21 – 14 (0-0 7-0 7-7 7-7) | Molosses d'Asnières |  |

| 9 maggio 2015 | Flash de La Courneuve | 30 – 0 (7-0 7-0 2-0 14-0) | Centurions de Nîmes |  |

| 9 maggio 2015 | Templiers d'Élancourt | 7 – 31 (7-0 0-10 0-14 0-7) | Argonautes d'Aix-en-Provence |  |

| 10 maggio 2015 | Cougars de Saint-Ouen-l'Aumône | 44 – 20 (2-0 14-0 14-6 14-14) | Dauphins de Nice |  |

#### 10ª giornata
| 17 maggio 2015 | Argonautes d'Aix-en-Provence | 44 – 7 | Centurions de Nîmes |  |

#### 11ª giornata
| 23 maggio 2015 | Black Panthers de Thonon | 34 – 21 | Centurions de Nîmes |  |

| 23 maggio 2015 | Molosses d'Asnières | 33 – 20 | Flash de La Courneuve |  |

| 24 maggio 2015 | Argonautes d'Aix-en-Provence | 35 – 28 | Dauphins de Nice |  |

| 24 maggio 2015 | Cougars de Saint-Ouen-l'Aumône | 44 – 6 | Templiers d'Élancourt |  |

### Classifiche
Le classifiche della regular season sono le seguenti:
- PCT = percentuale di vittorie, G = partite giocate, V = partite vinte,  P = partite perse, PF = punti fatti, PS = punti subiti

#### Girone Nord
| Pos. | Squadra                        | PCT  | G  | V | N | P | PF  | PS  |
| ---- | ------------------------------ | ---- | -- | - | - | - | --- | --- |
| 1    | Cougars de Saint-Ouen-l'Aumône | .950 | 10 | 9 | 1 | 0 | 340 | 175 |
| 2    | Flash de La Courneuve          | .500 | 10 | 5 | 0 | 5 | 247 | 162 |
| 3    | Templiers d'Élancourt          | .350 | 10 | 3 | 1 | 6 | 152 | 255 |
| 4    | Molosses d'Asnières            | .300 | 10 | 3 | 0 | 7 | 198 | 245 |

#### Girone Sud
| Pos. | Squadra                      | PCT  | G  | V | N | P | PF  | PS  |
| ---- | ---------------------------- | ---- | -- | - | - | - | --- | --- |
| 1    | Argonautes d'Aix-en-Provence | .800 | 10 | 8 | 0 | 2 | 353 | 230 |
| 2    | Black Panthers de Thonon     | .600 | 10 | 6 | 0 | 4 | 271 | 232 |
| 3    | Dauphins de Nice             | .400 | 10 | 4 | 0 | 6 | 120 | 253 |
| 4    | Centurions de Nîmes          | .100 | 10 | 1 | 0 | 9 | 166 | 295 |

## Playoff

### Tabellone
|  | Semifinali | Semifinali                     | Semifinali |                          |    | XXI Casque de Diamant          | XXI Casque de Diamant | XXI Casque de Diamant |  |
|  |            |                                |            |                          |    |                                |                       |                       |  |
|  | 1N         | Cougars de Saint-Ouen-l'Aumône | 37         |                          |    |                                |                       |                       |  |
|  | 1N         | Cougars de Saint-Ouen-l'Aumône | 37         |                          |    |                                |                       |                       |  |
|  | 2N         | Flash de La Courneuve          | 26         |                          |    |                                |                       |                       |  |
|  | 2N         | Flash de La Courneuve          | 26         |                          | 1N | Cougars de Saint-Ouen-l'Aumône | 28                    |                       |  |
|  |            |                                |            |                          | 1N | Cougars de Saint-Ouen-l'Aumône | 28                    |                       |  |
|  |            |                                | 2S         | Black Panthers de Thonon | 7  |                                |                       |                       |  |
|  | 1S         | Argonautes d'Aix-en-Provence   | 2S         | Black Panthers de Thonon | 7  | 28                             |                       |                       |  |
|  | 1S         | Argonautes d'Aix-en-Provence   |            |                          |    |                                |                       |                       |  |
|  | 2S         | Black Panthers de Thonon       | 31         |                          |    |                                |                       |                       |  |

### Semifinali
| Saint-Ouen-l'Aumône 7 giugno 2015 | Cougars de Saint-Ouen-l'Aumône | 37 – 26 | Flash de La Courneuve |  |

| Aix-en-Provence 7 giugno 2015 | Argonautes d'Aix-en-Provence | 28 – 31 | Black Panthers de Thonon |  |

### XXI Casque de Diamant
| Parigi 20 giugno 2015 | Cougars de Saint-Ouen-l'Aumône | 28 – 7 | Black Panthers de Thonon | Stadio Sébastien Charléty (6000 spett.) |

## Verdetti
- Cougars de Saint-Ouen-l'Aumône Campioni della Francia 2015 (1º titolo)
- Centurions de Nîmes e  Molosses d'Asnières retrocessi in Division 2